# Nagardžuna
Nagardžuna (नागर्जुन,150-250), indijski budistični filozof, * ok. 150, Južna Indija, 250, Indija.  
Utemeljil je doktrino praznosti (šunjata) in je poznan tudi kot ustanovitelj srednje šole, madhjamako (‘srednja pot’), pomembne tradicije mahajanskega budizma. Nagardžuna je najbolj znan mislec v zgodovini budizma po Budi samemu. Ta sloves je bil zagotovo prisoten v budističnih kulturah v Aziji, vendar pa je bil povečan na Zahodu.

## Življenje
Iz življenja enega izmed najpomembnejših budističnih filozofov je znanih le nekaj zanesljivih podrobnosti, saj so zapisi o njegovem življenju nastajali šele stoletja po njegovi smrt, vendar obstaja veliko legend. Tradicionalni viri navajajo, da je živel 400 let po tem, ko je Buda prešel v nirvano (5.-4. Stoletje pred našim štetjem). Naj bi bil rojen na jugu Indije, zraven mesta Nagardžunakonda, ki je kasneje bilo poimenovano po njem. Po tradicionalnih biografih in zgodovinarjih, npr. Kumaradživi, naj bi bil rojen v družini brahmanov, vendar se je kasneje spreobrnil v budizem. To bi lahko bil razlog, da je eden redkih pomembnih budističnih mislecev, ki so pisali v sanskrtu, klasičnem jeziku hinduizma, in ne v paliju, budistični različici sanskrta. Pri proučevanju njegovih spisov se opazi njegova povezanost z zgodnjimi budističnimi šolami (nikaja) in mahajansko tradicijo. Deloval je na budistični univerzi Nalanda. Nekateri strokovnjaki tudi verjamejo, da je bil Nagardžuna tudi svetovalec kralju satavahanske dinastije.

### Dela
Njegova besedila so temelji za madhjamako, ki se je kasneje razširila tudi na Kitajsko, pod imenom 'sanlunska šola'. Glede na zgodovinarja, Christiana Lindtnerja  ki je proučeval Nagardžuno, so dela, ki jih je zagotovo napisal Nagardžuna naslednja:
- Mūlamadhyamaka-kārikā (‘Temeljni verzi srednje poti’)
- Śūnyatāsaptati (‘Sedemdeset verzov na praznino’)
- Vigrahavyāvartanī (‘Konec sporov’)
- Vaidalyaprakaraṇa (‘Zdrobitev kategorij’)
- Vyavahārasiddhi (‘Dokaz o konvenciji’)
- Yuktiṣāṣṭika (‘Šestdeset verzov o obrazložitvi’)
- Catuḥstava (‘Himna absolutni realnosti’)
- Ratnāvalī (‘Dragoceni venec’)
- Pratītyasamutpādahṝdayakārika (‘Pripadniki odvisnega vstajenja’)
- Sūtrasamuccaya
- Bodhicittavivaraṇa (‘Izpostavljenost razsvetljenega uma’)
- Suhṛllekha (‘Pismo dobremu prijatelju’)
- Bodhisaṃbhāra (‘Pripomočki za razsvetljenje’)

Kljub meniškemu ozadju Nagardžuna naslavlja dela na različne ciljne skupine. Njegova filozofska besedila so včasih usmerjena proti logiki ne-budističnih šol, najpogosteje pa so na voljo kritiko naukov in domnevah o budističnih šolah, predvsem zgodnje šole sarvastivada (dobesedno, "zatrjuje, vse, kar obstaja"). Nujna tema Nagardžune, pa je da je pot do budizma, zaslug ter modrosti, pot do Bodisatve, to je prebujenega bitja.

## Filozofija
Zasluge za razvoj filozofije Pradžnaparamita sutre ('Popolnost modrosti') gredo Nagardžuni. Nagardžunov najpomembnejši prispevek budistični filozofiji je razvoj koncepta sunjate ali praznine, ki povezuje ostale pomembne budistične doktrine. Za Nagardžuno so vsa bitja brez esence (svabhavate), svoje narave, kar pomeni brez inherentnega obstoja in kot taki brez kakršnega koli osnovnega bistva. Vsa bitja so tako prazna, vendar to še ne pomeni, da ne obstajajo. Nagardžuna je med drugim razvijal doktrino dveh resnic, po kateri obstajata dva nivoja resnice v budističnem učenju. Ena je končna in je le ena, to je praznina, druge, ki so konvencionalne ali instrumentalne resnice in jih je več. V kasnejših mahajanskih besedilih so poimenovane 'upaja' (upaya). Pripisuje se mu veliko število besedil, čeprav je najbolj verjetno, da so veliko večino teh besedil napisali kasnejši avtorji. Edino delo, ki mu ga lahko z gotovostjo pripišemo je Mulamadhyamakakarika, temeljna modrost srednje poti, ki združuje njegovo misel v sedemindvajsetih kratkih poglavjih. Nagardžuna v svojih naukih razlikuje med konvencionalno in končno resnico in istočasno pojasnjuje, da je tudi šunjata, končna resnica, prazna.

## Smer mahajanski budizem
Mahajana pomeni veliki voz oz. voz, ki pelje k velikemu. Začetki so opazni že v slovstvu iz prvega stoletja našega štetja. Mahajanski budizem ni ena izmed veroizpovednih šol hkrati pa mahajane ne moremo uvrščati med redovne smeri. Ne obstaja namreč nikakršen pravi in primerljivi skupek mahajanskih redovnih pravil (vinaja). Nesmiselno je govoriti o theravadi in mahajani kot dveh šolah budizma. Theravada je redovna smer, mahajana pa to ni. Lahko pa bi teoretično obstajal theravadski privrženec mahajane. Zaradi tega si lahko mahajano najbolje predstavjamo kot vizijo, kaj budizem resnično, v končni izpeljavi sploh je. Mahajana se pojavlja prvič v tako imenovanih mahajanskih sutrah torej besedilih, ki trdijo o sebi, da so besede samega Bude.